# Ageles aus Chios
Ageles oder (Angeles) (altgriechisch Ἀγέλης) aus Chios war ein Sieger der Olympischen Spiele der Antike.
Ageles war Sieger im Faustkampf der Jungen, woraufhin ihm zu Ehren eine Bronzestatue gestiftet wurde. Die vom Bronzebildner Theomnestos aus Sardes vermutlich im 4. Jahrhundert v. Chr. geschaffene Statue war noch zur Zeit Pausanias’ im Zeustempel zu sehen. Wann Ageles seinen Erfolg in Olympia hatte, lässt sich nicht mehr ermitteln.